# Рейтер, Уолтер
Уолтер Филип Рейтер (иногда Ройтер; англ. Walter Philip Reuther; 1 сентября 1907, Уилинг, Западная Виргиния — 9 мая 1970, округ Эммет, Мичиган) — американский профсоюзный лидер, участвовавший в организации профсоюза «United Automobile Workers» (UAW); президент UAW с 1946 до 1970 года, входил в совет директоров Национальной ассоциации содействия прогрессу цветного населения (NAACP); пережил два покушения. После операции в бухте Кочинос в 1961 году Рейтер отправился на Кубу для переговоров с Фиделем Кастро об обмене пленными.

## Работы
- Price policy and public responsibility; administered prices in the automobile industry, Detroit, UAW Publications Dept., 1958.
- Walter P. Reuther on first things first, Santa Barbara, Calif. : Center for the Study of Democratic Institutions, 1964.